# Орчард, Энди
Э́ндрю «Э́нди» Фи́лип Макда́уэлл О́рчард (англ. Andrew «Andy» Philip McDowell Orchard; род. 27 февраля 1964, Лондон, Великобритания) — британский литературовед, специалист по кельтской литературе, древнескандинавскому и древнеанглийскому языку.

## Биография
Родился 27 февраля 1964 года в северной части Лондона в семье Кеннета и Патрисии Орчард.
Учился в школе Университетского колледжа Лондона, а затем в лондонской независимой школе для мальчиков.
В 1987 году получил бакалавра гуманитарных наук обучаясь как в Королевском колледже, с 1983 года на кафедре англосаксонистики, скандиновистики и кельтологии Кембриджского университета, так и  с 1985 года изучая английский язык в Эксетер-колледже Оксфордского университета. Затем получил магистра гуманитарных наук. В 1990 году в Кембриджском университете получил доктора философии защитив диссертацию по теме «Поэтическое искусство Альдхельма».
В 1990 году стал сотрудником Сент-Джонс колледжа Оксфордского университета. В 1991 году в том же качестве перешёл в Эммануэль-колледж Кембриджского университета, где также в 2001—2009 годах был преподавателем по англосаксонистике, скандинавистике и кельтологии. 
В 2000 году перешёл на работу в Торонтский университет, где стал профессором английского языка и медиевистики. В 2001 году получил должность заместителя директора, а в 2004 году сам стал директором Центра медиевистики Колледжа Святой Троицы Торонтского университета. В 2007—2013 годах провост Колледжа Святой Троицы Торонтского университета. 
В 2001—2009 годах преподавал 
С 2013 года — Роулинсонско-Босфортский профессор англосаксонистики Оксфордского университета и научный сотрудник Пемброкского колледжа.
Женат (с 1991 года) на Клэр Брайнд, отец двоих детей
.

## Награды
- Премия Пилкингтона Оксфордского университета за выдающиеся успехи в преподавательской деятельности (1998)[3][4].
- Действительный член Британской академии (с 2012)[4][9].
- Действительный член Королевского общества Канады (с 16 июля 2015)[4][10].

## Научные труды
- Orchard A. The Poetic Art of Aldhelm. — Cambridge: Cambridge University Press, 1994. — 314 p. — ISBN 052145090X.
- Orchard A. Pride and Prodigies: Studies in the Monsters of the Beowulf-manuscript. — Toronto: University of Toronto Press, 2003. — 352 p. — ISBN 0-8020-8583-0.
- Orchard A. Dictionary of Norse Myth and Legend. — London: Cassell, 1996. — 223 p. — ISBN 0304345202.
- Orchard A. A Critical Companion to Beowulf. — Suffolk: Boydell & Brewer[англ.], 2003. — 396 p. — ISBN 0859917665.
- Orchard A. The Poetic Craft of Cynewulf. — Cambridge: Cambridge University Press, 2004.
- Orchard A., Orchard C. Canada. — Cherrytree Books, 2008. — P. 32.
- Orchard A. The Elder Edda: A Book of Viking Lore / translated, with introduction and notes Andy Orchard. — Penguin UK, 2011. — 432 p.